# Lopez Jaena
Lopez Jaena (Bayan ng Lopez Jaena) är en kommun i Filippinerna. Kommunen ligger på ön Mindanao, och tillhör provinsen Misamis Occidental. Folkmängden uppgår till 20 948 invånare.

## Barangayer
Lopez Jaena är indelat i 28 barangayer.
| - Alegria - Bagong Silang - Biasong - Bonifacio - Burgos - Dalacon - Dampalan - Estante - Hasa-an - Katipa - Luzaran - Macalibre Alto - Macalibre Bajo - Mahayahay | - Manguehan - Mansabay Bajo - Molatuhan Alto - Molatuhan Bajo - Peniel - Eastern Poblacion - Puntod - Rizal - Sibugon - Sibula - Don Andres Soriano - Mabas - Mansabay Alto - Western Poblacion |